# Moon-bevægelsen
Moon-bevægelsen eller Tongilfamilien er en verdensomspændende nyreligiøs bevægelse, der blev grundlagt i 1954 i Korea af Sun Myung Moon. Bevægelsen eller 'familien' blev ledet af Pastor Moon indtil hans død 3. september 2012, og er særligt kendt for deres masse-bryllupper, hvor par matches i arrangerede ægteskaber. Efter Sun Myung Moons død har hans enke Hak Ja Han ledet bevægelsen.
Bevægelsens fulde navn er 'Holy Spirit Association for the Unification of World Christianity' kendt som 'Unification Church' og tæller angiveligt 3 millioner mennesker i 184 lande.

## Historie og udbredelse
Tilhængerne af bevægelsen, såkaldte "moonies", tror at Jesus viste sig for Mun Yong-myong (hans fødenavn) i påsken 1936 da Moon var 16 år gammel. Jesus bad om hjælp til at fuldføre den mission som forblev uafsluttet med hans korsfæstelse, og efter megen bøn og betænkning accepterede Moon missionen og skiftede navn til Sun Myung Moon.
I 1945 blev skriftet De Guddommelige Principper (Wollo Wonbon) udgivet. Det oprindelige manuskript gik dog tabt i Nordkorea under Koreakrigen. En anden udvidet udgave, Wolli Hesol eller En forklaring af de Guddommelige Principper, blev udsendt i 1957. Den mest gennemarbejdede tekst over de Guddommelige Principper blev udgivet i 1966. I værket formulerer Sun Myung Moon bevægelsens kernedoktriner. Moon stiftede sin organisation i Seoul i Korea i 1954. Missionærer blev sendt ud, først til Japan, siden USA og i løbet af 1970'erne vandt bevægelsen stor udbredelse over hele verden, dog først og fremmest Korea, Japan og USA. Bevægelsen er dog også til stede i Vesteuropa; siden 1969 også i Danmark, men uden at have fået den store gennemslagskraft. Det eksakte antal medlemmer i Danmark kendes ikke, men det anslås at være omkring 50, og i Norge havde bevægelsen 78 medlemmer i 2010.
I slutningen af det 20. århundrede skiftede bevægelsen strategi, men en mindre vægtlægning på menighedsdannelser og medlemsvækst, for i stedet at sprede indflydelse i kirkesammenslutninger og i det politiske system, blandt andet gennem medier og konferencer. I 1997 blev 'Unification Church' således nedlagt og erstattet af 'Family Federation for World Peace and Unification'.
Tongilfamilien ejer i dag avisen The Washington Times foruden et universitet og en lang række større store virksomheder.

## Teologi og lære
Bevægelsen betragter sig som en økumenisk bevægelse, der har til hensigt at forene i første omgang hele den kristne verden i dyrkelsen af Pastor Moon som den sande Messias.

## Kritik
Moonbevægelsen er kritiseret for at være sekterisk med beskyldninger om manipulation, magtmisbrug og totalitær ledelse.